# Миргород та його мешканці
«Миргород та його мешканці» (рос. «Миргород и его обитатели») — український радянський двосерійний міні-серіал режисера Михайла Іллєнка, знятий в 1983 році за мотивами творів Миколи Гоголя «Старосвітські поміщики», «Повість про те, як посварився Іван Іванович з Іваном Никифоровичем» та «Іван Федорович Шпонька і його тітонька».

## Сюжет
З появою в Миргороді авантюриста й пройдисвіта Голопузя все перевертається догори дригом і місто втрачає спокій…

## У ролях
- Богдан Бенюк — Антон Голопузь (озвучує Віктор Іллічов)
- Віктор Павлов — городничий
- Федір Шмаков — Афанасій Іванович
- Роза Макагонова — Пульхерія Іванівна
- Юрій Мажуга — Іван Никифорович
- Микола Гринько — Іван Іванович
- Леонід Куравльов — Іван Федорович Шпонька
- Римма Маркова — Василіса Кашпорівна
- Ірина Буніна — Агафія Федосіївна
- Олександр Потапов — Григорій Сторченко
- Віктор Іллічов — учитель
- Борис Сабуров — сторож
- Іван Миколайчук — Курочка
- Юрій Рудченко — суддя
- Маргарита Криницина — Горпина
- Людмила Лобза — Гапка
- Леонід Слісаренко — квартальний
- Володимир Костюк — квартальний
- Степан Донець — квартальний
- В епізодах: А. Бєлий, Марія Виноградова, М. Галенко, Сергій Дворецький, Людмила Єфименко, Л. Захарова, Зіновій Золотарьов, Н. Ковтуненко, Є. Малій, Віктор Панченко, Ігор Слободський та ін.